# Український романтизм
Український романтизм (фр. romantisme) — ідейний рух у літературі, науці й мистецтві. Визначальними для романтизму стали ідеалізм у філософії і культ почуттів, а не розуму, звернення до народності, захоплення фольклором і народною мистецькою творчістю, пошук історичної свідомості й посилене вивчення історичного минулого (історизм), інколи втеча від довколишньої дійсності в ідеалізоване минуле або у вимріяне майбутнє чи у фантастику. Романтизм призвів до появи романтичного світогляду та романтичного стилю і постання нових літературних жанрів — балади, ліричної пісні, романсової лірики, історичних романів і драм.
Своїми ідеями і настановами, зокрема наголошуванням народності і ролі та значення національного у літературі і мистецькій творчості, романтизм відіграв визначну роль у пробудженні й відродженні слов'янських народів, зокрема українського. Першими виявами українського романтизму були: видана 1818 у Петербурзі «Грамматика малороссийского наречия» Олександра Павловського і збірка Миколи Цертелева «Опыт собрания старинных, малороссийских песней» з висловленими в них думками про глибоку своєрідність і самостійність української мови й української народної поезії. До виявів українського передромантизму зараховують також виданий у Москві 1827 збірник «Малороссийские песни» М. Максимовича і балади П. Гулака-Артемовського («Твардовський» і «Рибалка», 1827). Український романтизм виник не так як реакція проти не надто значного в українській літературі класицизму, а проти наявних у ній тоді бурлескних і травестійних традицій і розвинувся у великій мірі під впливом поглибленого вивчення народної творчості, з одного боку, та писань російських і польських романтиків — з другого. Зокрема чималий вплив на утвердження романтизму в українській літературі мали українські школи в російській і польській літературах. В російській літературі провідними представниками української школи були не тільки захоплені українською екзотикою (природою, історією, народним побутом і творчістю) росіяни (К. Рилєєв, О. Пушкін, Ф. Булґарін), але й численні українці, що писали російською мовою (О. Сомов, М. Маркевич, Є. Гребінка й особливо М. Гоголь). Визначальними були українські теми й українські екзотичні сюжети також для творчості польської української школи— романтиків А. Мальчевського, Б. Залєського й С. Ґощинського.

## Романтизм в літературі

### Харківський осередок
Становлення українського романтизму відбувалося паралельно з розвитком таких ділянок науки, як етнографія і історія, виявом чого були збірки етнографічних і фольклорних матеріалів — українських народних пісень М. Максимовича (1827, 1834, 1849), історичних пісень і дум І. Срезневського (у тому числі й написаних ним самим) у збірці «Запорожская старина» (1833—1838), народної усної творчості П. Лукашевича (1836), як також публікації історичних праць і пам'яток: Д. Бантиш-Каменського (1822), М. Маркевича (1842—1843), О. Бодянського (1846—48, у тому числі козацьких літописів й «Історії Русів»), А. Скальковського (1846) та інших. Основоположницею для розвитку українського романтизму була харківська школа з її двома гуртками — першим, що створився ще у 1820-х pp. навколо І. Срезневського і що з ним були пов'язані найвидатніші з поетів-романтиків Л. Боровиковський і О. Шпигоцький, та другим, що діяв у середині 1830-х pp. також під проводом І. Срезневського, до нього були причетні: А. Метлинський (псевдонім — Амвросій Могила), М. Костомаров (псевдонім — Іеремія Галка) й О. Корсун з М. Петренком і С. Писаревським та іншими. Програмовими для діяльності цих гуртків були збірки «Украинский альманах» (1831) та «Запорожская старина». Поетичну творчість цього гуртка поетів (між ними й І. Срезневського як автора українських і російських віршів) характеризує ідилічно-песимістичне захоплення українським минулим, культ могил й історичних героїв і особливо співців та бандуристів, слабе й безперспективне у своїх прагненнях слов'янофільство. Одночасно з харківським осередком у Галичині виступила «Руська трійця» з участю М. Шашкевича, І. Вагилевича і Я. Головацького для яких була програмовою «Русалка Дністровая» (1837) з її елегійним захопленням ідеями народності і слов'янського братерства. Послідовниками «Руської трійці» в її романтичних змаганнях за народність української мови й літератури стали згодом М. Устиянович і А. Могильницький у Галичині та О. Духнович на Закарпатті.

### Київський осередок
Другим осередком чи й етапом українського романтизму, уже з багатшим на мистецькі засоби і літературні жанри творчим доробком і з виразнішим національним і політичним обличчям, був Київ другої половини 1830—40-х pp. з М. Максимовичем, П. Кулішем, Т. Шевченком, автором виданого вже 1840 року «Кобзаря», і прибулими туди з Харкова А. Метлинським і М. Костомаровим. Філософський романтизм членів цього гуртка і близьких до нього тогочасних київських учених, профессорів Київського університету, поєднаний з вивченням української народної творчості і історії та ідеями слов'янофільства вплинув на постання Кирило-Мефодіївського братства з його виробленою М. Костомаровим романтично-християнською програмою — «Книгами Битія українського народу» і, з другого боку, дав нову за поетичними засобами і діапазоном політичного мислення поезію Т. Шевченка з його візією майбутньої України.
Літературними трибунами цього етапу українського романтизму були альманахи:
- «Киевлянин» (1840, 1841, 1850) М. Максимовича;
- «Ластівка» (1841) Є. Гребінки;
- «Сніп» (1841) О. Корсуна;
- «Молодик» (1843, 1844) І. Бецького;
- «Южный русский сборник» (1848) А. Метлинського.

### Романтики з інших міст
Так само, як харківський осередок романтиків не був обмежений тільки Харковом, причетними до київського осередку були українські романтики з інших міст України й Росії. У «Ластівці» друкувалися поезії чернігівців В. Забіли, в «Молодику» виступив полтавець О. Афанасьєв-Чужбинський, у Москві жив і працював видавець історичних українських матеріалів і одночасно автор романтичних віршів О. Бодянський.

### Журнал «Основа»
Третім етапом українського романтизму була діяльність, згуртованих навколо журналу «Основа» (1861—1862) письменників і діячів, між якими були: кирило-мефодіївці В. Білозерський, П. Куліш, автор першого історичного роману «Чорна Рада» (1857) й видавець альманаха «Хата» (1860) П. Куліш і Т. Шевченко, автор перейнятих національно-політичним пафосом, але романтичних в основі подражаній пророкам і поем «Юродивий» і «Неофіти». До цього ж етапу пізнього романтизму зараховуються: О. Стороженко, автор багатьох повістей і оповідань з фантастичними сюжетами й мотивами, ліричні поети Я. Щоголев, Ю. Федькович. Наявні елементи романтизму у ранніх поетів другої половині XIX століття

### Течії
В цілому, у поетичній творчості українського романтизму помітні дві течії — національно-патріотичний у більшості поетів-романтиків і суб'єктивно-ліричний у таких його представників, як М. Петренко, В. Забіла, згодом Я. Щоголів. В порівнянні з російським, український романтизм вирізняється історичністю в епічних жанрах, ідеалізуванням минулого й національними мотивами, неособистої печалі в ліриці та нахилом до форм пісенної творчості в стилі. В цьому український романтизм має більше спільних рис із польським романтизмом.
Відкриваючи значення й вагу народної поезії і народного мистецтва для розвитку й зростання літератури та історичних пам'яток і досліджень для національного самовизначення, український романтизм спричинився одночасно з цим до вироблення й усамостійнення української літературної мови й до удосконалення поетичних засобів. Проте, обмежуючися здебільша жанрами балади і ліричної поезії, українські романтики не збагатили своїми творами інших жанрів: романтичної поеми, історичного роману і драми. Винятком були ранні поеми Т. Шевченка і «Чорна Рада» П. Куліша. Позитивним фактором було те, що українські теми й сюжети у творах російських, польських і українських романтиків вплинули деякою мірою на ознайомлення з Україною, українською історією й культурою в західній літературі й науці.
Ідеї, теми й сюжети як і мистецькі засоби романтизму мали великий вплив на образотворче мистецтво кінця XVIII і початку XIX століть Західної Європи і сусідніх з Україною слов'янських народів, зокрема тих митців, що були народжені або жили в Україні: з росіян В. Тропінін, з вірмен І. Айвазовський, з польських Ю. Коссак, А. Ґроттґер та інші. Елементи романтизму наявні в ранніх творах Т. Шевченка і К. Трутовського, у творчості І. Сошенка, А. Мокрицького, згодом у О. Сластіона, М. Івасюка, С. Васильківського, М. Пимоненка, А. Ждахи та ін.

## Романтизм у музиці
В українській музиці вплив романтизму позначився слабо. Його елементи помітні лише у творах українських композиторів другої половини 19 ст.: С. Гулака-Артемовського, М. Лисенка, В. Матюка, П. Воробкевича, А. Вахнянина й інших, зокрема у їхніх композиціях на слова поетів-романтиків. Тривале місце в історії української музики й театру зайняли написані за творами романтиків опери «Запорожець за Дунаєм» (1863) С. Гулака-Артемовського, «Різдвяна ніч» (1874), «Утоплена» (1883—1884), «Тарас Бульба» (1890) М. Лисенка.М ЮЗЮК

## Романтизм у театрі
Питання романтизму в українському театрі не досліджене. Історичні п'єси письменників-романтиків не здобули собі тривалого місця в театральному репертуарі. Романтичне забарвлення мала подеколи режисерська діяльність М. Старицького, М. Кропивницького й інших діячів українського театру.